# Корпа за веш
Корпа за веш је битан елемент купатила и служи за одлагање прљавог веша.

## Материјал
Корпе за веш се израђују од различитих материјала,  као што је дрво, пластика, метал, платно.  Сваки модел корпе захтева конструкцију која омогућава циркулацију ваздуха, а већина корпи има поклопац да се веш не би поквасио или навлажио у купатилу. Корпе морају бити од издржљивог, квалитетног материјала.

## Изглед
Величина корпе зависи од величине простора у који мора да се уклопи као и од количине веша односно броја чланова породице која је користи. Класичне корпе су запремине 40-50 литара, висине око 60 цм. 
Корпе за веш нису само функционални део купатила, већ и декоративни детаљ.  Стога се при одабиру корпе бира и боја која се уклапа у комплетно купатило.
Облик корпе за веш може бити веома разноврстан, што зависи и од материјала од кога је направљен. Најчешће су у облику квадра, који се најбоље уклапа у правоугле углове купатила, али могу бити и у облику ваљка или велике вреће.

## Функционалност
У циљу побољшане функционалности и у зависности од расположивог простора, често се постављају две или више мањих корпи, за одвајање белог и шареног веша, дечјег веша и веша одраслих, простирки, и сл. 
Често се корпе за веш уграђују у ормане, у купатилу или у спаваћој соби. Корпе за веш су покретне и лако преносиве, а постоје и корпе на точкићима, које олакшавају транспорт веша